# Raport minoritar
"Raport minoritar" (titlu original The Minority Report) este o povestire science fiction scrisă de Philip K. Dick și publicată prima dată în numărul din ianuarie 1956 al revistei Fantastic Universe. În ea este vorba despre o societate a viitorului în care crimele sunt prevenite prin efortul unor mutanți care pot vedea viitorul. Povestea a fost ecranizată în filmul The Minority Report, în regia lui Steven Spielberg, lansat în 2002.
Povestea se concentrează în principal pe paradoxurile și realitățile alternative create de preștiența crimelor, cum este cea a șefului poliției care află că el va omorî un om pe care nu l-a întâlnit vreodată. Povestea se preocupă și de pericolul militar post-război, temă care nu apare în film.
Ca multe alte povestiri care privesc cunoașterea evenimentelor viitoare, "Raport minoritar" pune la îndoială existența liberului arbitru.

## Precrime
Fondat cu treizeci de ani înaintea narațiunii, Precrime este un sistem care pedepsește oamenii pentru crimele pe care le-ar fi comis dacă nu erau opriți. Această metodă a înlocuit-o pe cea tradițională a descoperirii crimei și a făptașului după petrecerea evenimentului, acordându-se apoi o pedeapsă pentru ceva care a avut loc. Așa cum spune unul dintre personaje, la începutul istorisirii: "pedeapsa nu a fost niciodată un factor preventiv eficace și nici nu oferea vreo consolare victimelor care erau deja moarte". Spre deosebire de ecranizare, organizația Precrime prezentată în povestire nu se ocupă doar de cazurile de crimă, ci de toate fărădelegile. Așa cum declara John Anderton (cel care a pus bazele Precrime): "Precrime a redus crimele cu nouăzeci și nouă virgulă opt la sută".
Sistemul prezicerii viitorului cu ajutorul rapoartelor este susținut de trei mutanți cunoscuți sub numele de "precogi" datorită abilităților lor precognitive, pe care le pot folosi pentru a vedea cu două săptămâni înainte în viitor. Precogii stau într-o cameră învîluită mereu în semi-întuneric, spunând lucruri aparent incoerente care sunt analizate de un computer și convertite în predicții ale viitorului. Informația este prelucrată de computer sub forma unor simboluri înainte de a fi transcrisă pe cartelele perforate convenționale și trimisă diferitelor terminale codate. Cartelele perforate sunt trimise simultan către Precrime și către sediul armatei, pentru a preveni corupția.

### Precogii
Precogii se formează prin identificarea talentului unu "subiect" și dezvoltarea lui într-un program școlar guvernamental - de exemplu, un precog a fost diagnosticat inițial ca idiot hidrocefalic, dar talentul i-a fost depistat sub țesutul deteriorat al creierului. Precogii sunt menținuți în poziții rigide de benzi metalice, clești și fire, care îi țin atașați de scaune speciale cu spătar înalt. Nevoile lor fiziologice sunt rezolvate automat și se spune că nu au nevoi spirituale. Aspectul lor fizic diferă oarecum de cel al oamenilor obișnuiți, având capete mari și trupuri deteriorate. Precogii sunt diformi și retardați: "talentul absoarbe totul". Nu își înțeleg predicțiile și majoritatea spuselor sunt nefolositoare pentru prevenirea fărădelegilor, fiind transmise altor agenții.

### Rapoarte majoritare și minoritare
Fiecare dintre cei trei precogi generează propriile rapoarte cu predicții.  
Rapoartele tuturor precogilor sunt analizate de un computer și, dacă diferă între ele, computerul identifică cele două rapoarte care se suprapun în cele mai multe privințe, producând un raport majoritar, pe care îl consideră o predicție fidelă a viitorului. Dar existența unui raport majoritar implică și existența unui raport minoritar. În povestire, John A. Anderton de la Precrime crede că predicția conform căreia va comite o crimă a fost generată ca raport majoritar. De aceea, pornește în căutarea raportului minoritar, care să îi ofere un viitor alternativ. 
Totuși, așa cum ajunge să afle Anderton, uneori toate rapoartele diferă semnificativ, ceea ce poate însemna că nu există un raport majoritar, chiar dacă două rapoarte pot avea destule în comun pentru a fi legate unul de altul de către computer. În ceea ce îl privește pe Anderton, toate rapoartele despre el diferă, deoarece prezic evenimente care se petrec secvențial și, ca atare, fiecare este un raport minoritar. Situația lui Anderton este prezentată ca fiind unică deoarece, datorită funcției sale, este anunțat despre predicțiile precogilor, lucru care îi permite să își schimbe acțiunile și să le invalideze.

### Căi temporale multiple
Cele trei rapoarte minoritare diferite sugerează posibilitatea existenței a trei căi viitoare, simultane, un individ având posibilitatea de a alege sau fiind ademenit de una dintre ele (cum este Anderton când i se spune că va omorî un necunoscut). Astfel, căile temporale se suprapun și viitorul unuia poate afecta trecutul altuia. Folosind acest element, narațiunea creează o pânză complicată de intersecții temporale, care fac dificilă urmarea unui drum liniar de către Anderton. Teoria viitorului multiplu permite precogilor să fie de folos, deoarece, dacă ar exista doar o cale temporală, predicțiile lor ar fi inutile, neexistând posibilitatea modificării viitorului. Precrime se bazează pe ideea că, odată identificat un viitor neplăcut, unul alternativ, mai bun, poate fi creat prin arestarea potențialului criminal.

## Film
- Filmul Minority Report din 2002, în regia lui Steven Spielberg, cu Tom Cruise în rolul principal, are la bază această povestire.
- Un joc video, Minority Report: Everybody Runs, lansat în 2002 de Activision, are la bază această povestire.

### Diferențe între povestire și film
- Acțiunea se petrece în New York City, în timp ce filmul folosește cadrele din Washington, D.C., Baltimore, Maryland și Virginia de nord.
- În povestire, John Anderton este un ofițer de poliție de 50 de ani, ieșit din formă, care a creat Precrime. În film, Anderton a trecut de 30 de ani, e arătos, atletic și s-a alăturat Precrime-ului după răpirea fiului său.
- Numele original al precogilor era Mike, Donna și Jerry, ei fiind retardați mintal. În ecranizare, ei se numesc Agatha, Dashiell și Arthur - după scriitorii de cărți polițiste Agatha Christie, Dashiell Hammett și Arthur Conan Doyle - și sunt copiii unor dependenți de droguri, prezentând mutații care le permit să viseze viitoarele crime, visele fiind captate de mașini. Sunt "zeificați" de ofițerii de la Precrime, sugerându-se că ar fi inteligenți (Agatha îl conduce pe Anderton printr-un magazin aglomerat în timp ce e urmărit de Precrime, iar cei trei pot fi văzuți citind munți de cărți la sfârșitul filmului). La sfârșitul peliculei, ei se retrag la țară, trăindu-și restul vieții în libertate și pace.
- În povestire, precogii pot vedea orice fărădelege, nu doar crimele. În film, ei pot vedea doar crimele.
- În povestire, victima viitoare a lui Anderton este generalul Leopold Kaplan, care vrea să discrediteze Precrime pentru a direcționa mai multe fonduri către armată. La sfârșitul povestirii, Anderton îl ucide, pentru a preveni distrugerea organizației Precrime. În film, Anderton se presupune că îl ucide pe Leo Crow, dar află ulterior că acesta este parte a unei înscenări, pentru ca Anderton să nu descopere o crimă făcută cu ani în urmă de superiorul său, Lamar Burgess. La sfârșitul filmului, Anderton se confruntă cu Burgess, care se sinucide, trimițând Precrime în uitare.
- În povestire, Anderton îi caută pe precogi pentru a le auzi "rapoartele minoritare". În film, Anderton răpește un precog pentru a-i afla "raportul minoritar" și a obține informații despre o crimă misterioasă.
- Povestirea se încheie cu Anderton și Lisa mutându-se într-o colonie spațială după uciderea lui Kaplan. Filmul se încheie cu reunirea cuplului după rezolvarea conspirației și așteptând al doilea copil.[2][3][4]

## Vezi și
- Listă de povestiri după care s-au făcut filme